# 阿尔彭罗德
阿尔彭罗德是德国莱茵兰-普法尔茨州的一个市镇。总面积12.15平方公里，总人口1549人，其中男性768人，女性781人（2011年12月31日），人口密度127人/平方公里。